# 比尔·霍斯金斯
亨利·威廉·弗斯·“比尔”·霍斯金斯（英語：Henry William Furse "Bill" Hoskyns，1931年3月19日—2013年8月4日），英国男子击剑运动员。他曾获得1958年世界击剑锦标赛男子重剑个人冠军。他也参加了1956年、1960年、1964年、1968年、1972年和1976年六届夏季奥运会，共收获两枚银牌。